# WPA
Wi-Fi Protected Access (WPA) algoritam je za sigurnu komunikaciju putem IEEE 802.11 bežičnih mreža koje su veoma ranjive na prisluškivanje pošto koriste radio signal za prenošenje podataka. 
WPA je napravljen i uveden u upotrebu od strane Wi-Fi saveza nakon što je uočena ranjivost starijeg WEP algoritma. Bitna karakteristika WPA algoritma je da radi na uređajima koji mogu koristiti WEP.
Poboljšanja koja su uvedena u WPA tiču se enkripcije komunikacije i autentifikacije korisnika.
Enkripcija kouminkacije je poboljšana korištenjem TKIP protokola (Temporal Key Integrity Protocol). 
Za autentifikacijaju se koristi EAP (Extensible Authentication Protocol). 
WPA je privremeni algoritam koji bi trebao biti zamijenjen kada bude dovršen posao na 802.11i standardu.
Prva verzija WPA ima svoje poboljšanje koje se ogleda u WPA2 protokolu čije se poboljšanje ogleda u uvođenju novog algoritma koji se bazira na AES-u.

## Također pogledajte
- WEP